# Belén (Nicaragua)
Pour les articles homonymes, voir Belén.
Belén est une municipalité du sud-ouest du Nicaragua située dans le département de Rivas.

## Géographie
Belén se trouve au nord de Rivas, à quelques distances à l'ouest du Lac Nicaragua.